# Ken Zazpi
Ken Zazpi (Кен Са́спі) — баскійський поп-рок гурт, утворений 2000 року в Ґерніці. 

## Учасники
- Еняут Елорріета (спів, гітара)
- Хон Мікел Арронатеґі (спів, гітара)
- Іґор Арцанеґі (гітара)
- Бенят Серна (гітара)
- Інякі Сабалета (трикітіша, клавішні)
- Хон Фреско (ударні)

## Дискографія
- 2001 — Atzo da bihar
- 2003 — Bidean
- 2005 — Gelditu denbora
- 2007 — Argiak
- 2009 — Zazpi urte zuzenean
- 2010 — Ortzemugak begietan